# أوبيقيو
أوقيبيو هي كومونا تقع في مقاطعة فربانو كوزيو أوسولا في منطقة بيدمونت الإيطالية التي تقع في شمال غرب إيطاليا ، إذ أنها تقع على بعد حوالي 130 كيلومتر (81 ميل) شمال شرق تورينو وحوالي 11 كيلومتر (7 ميل) شمال شرق فيربانيا .
تقع أوبيقيو على حدود المقاطعات التالية : أورانو وبريزو دي بيدرو وقلعة فيكانا ومقاطعة قيفا.